# Vančo Trajanov
Vančo Trajanov (in macedone Ацо Стојков?; Delčevo, 9 agosto 1978) è un ex calciatore macedone, di ruolo centrocampista.